# Rock
Rock ali rók (izvirno angleško Rock and roll oziroma rock 'n' roll) [rók] je razširjena glasbena zvrst v popularni glasbi, običajno uporablja vokal, (električne) kitare in močno poudarjen ritem. Rock je nastal v ZDA po drugi svetovni vojni. Razširil se je po vsem svetu, danes poznamo veliko zvrsti rocka. V veliko podzvrsteh so pogosto uporabljeni tudi instrumenti s tipkami, npr. klavir in sintetizator. Pihala in trobila so bila bolj razširjena ob nastanku rocka, danes pa so v glavnem zanemarjena, z izjemo saksofona, ki se počasi uveljavlja.
Sam izraz rock and roll se včasih nanaša na začetna obdobja 50-tih in 60-tih let 20. stoletja, kasneje pa je bolj običajen krajši izraz rock. Z »britansko invazijo« se je ponovno razširil v ZDA in povsod po svetu in je pomembno vplival na družbene spremembe.

## Začetki
Rock 'n' roll je mešanica glasbe različnih kultur, kar je tudi glavni razlog za njegovo popularnost in razširjenost. Z močnimi primesmi ritma in bluza se je iz ZDA v zgodnjih petdesetih razširil po vsem svetu. Afro-ameriški glasbeniki, kot so Chuck Berry, Little Richard, Bo Diddley in Fats Domino so igrali predvsem afroameriškemu občinstvu. Medtem ko so bili ti zgodnji rokerji neizpostavljeni rasizmu, so bile lokalne oblasti in plesne dvorane rasno ločene.
V srednjih petdesetih je Bob Manson Diddley med prvimi začel sodelovati z velikimi založbami. Skupaj so po ZDA in Veliki Britaniji nastopale zvezde, ki so priljubljene še danes: Elvis Presley, Bill Haley and the Comets, Buddy Holly, Ritchie Valens, The Big Bopper, Jerry Lee Lewis in Johnny Cash.
Nastalo je veliko priredb uspešnic, kot je npr. Tutti Frutti Little Richarda, vendar legende niso ostale pozabljene. Iz ritma in bluza se je razvil britanski rock. Sprva v čast skupini Buddy Holly and the Crickets imenovani The Fabulous Silver Beatles, so pozneje The Beatles postali najvplivnejša in najbolj prodajana skupina na svetu.

### Surf glasba
Rockabilly je vplival na instrumentalno surf glasbo z zahodne obale ZDA, ki je bila zgodnja tekmica rock 'n' rolla. Zvrst, ki jo je razvila skupina Dick Dale and The Surfaris, je bila zaznamovana s hitrejšim tempom, inovativnimi tolkali in električnimi kitarami. Znana britanska skupina iz tega obdobja je The Shadows, v ZDA pa so z upočasnjenim »kalifornijskim zvokom« in harmoničnimi vokali zasloveli The Beach Boys, Mr. Shears and the Wavettes in Jan and Dean.

## Britanski rock
Gibanje tradicionalnega jazza je v Združeno kraljestvo prineslo bluzovsko glasbo. »Rock Island Line«, hit Lonniea Donegana iz leta 1955, je pomagal, da se je razvila skiffle glasba, mešanica folka in jazza. Leta 1957 je nastala Lennonova skiffle skupina The Quarry Men, predhodnica skupine The Beatles. V Združenem kraljestvu se je tako razvila glavna rock 'n' roll scena.
Cliff Richard je užival slavo prve britanske rock uspešnice »Move It«, s katero je spremenil zvok britanskega rocka. V začetku šestdesetih je bila njegova spremljevalna skupina The Shadows ena od številnih uspešnih instrumentalnih surf skupin. Rock 'n' roll je s klišejskimi baladami postajal dolgočasni pop, toda v klubih in lokalnih plesnih dvoranah so nekatere skupine začele vpeljevati elemente ameriške glasbe, trši rock, na katerega so močno vplivali pionirji blues rocka, kot npr. Alexis Korner.
Koncem leta 1962 so britanske skupine pod vplivom Amerike igrale mešanico soula, ritma in bluesa, na katero se je plesalo twist. Sprva so le reinterpretirali ameriško glasbo, pozneje pa so v izvirne rockovske kompozicije vpeljali zapletene glasbene zamisli.
The Beatles so pomemben del v glasbi namenili tudi izgledu, poeziji in osebnosti. V sredini leta 1963 so Rolling Stones kot ena izmed mnogih skupin kazale velik vpliv bluza, tako kot tudi The Yardbirds in The Animals, leta 1964 pa še The Kinks, ki so jih nasledili The Who, ki so predstavljali novi stil - mod. Sčasoma so britanske skupine začele raziskovati psihedelične glasbene vrste, ki so bile v tesni zvezi z drogeraškimi subkulturami in halucinogenimi doživetji.
Po začetnem uspehu v Veliki Britaniji so The Beatles leta 1964 nadaljevali turnejo v ZDA, čemur je sledila oboževalska blaznost - beatlemanija, posnemali pa so jih tudi drugi bendi, kot so The Animals in The Yardbirds.

### Garažni rock
Britanski invaziji je sledil garažni rock, val posnemovalcev, ki so igrali predvsem lokalnemu občinstvu in izdajali poceni plošče. Nekatere najbolj znane skupine so: The Sonics, ? & the Mysterians in The Standells, zanimiv pregled pa ponuja kompilacija Nuggets.

## Razvoj kontrakulture (1963-1974)
V poznih 1950-tih je bila ameriška protikultura beatnik močno povezana s protivojnim gibanjem proti grožnji atomske bombe, še posebej CND (Kampanja za jedrsko razoroževanje) v Veliki Britaniji. Obe sta bili povezani z jazzom in vse večjo priljubljenostjo folka.

### Bob Dylaninfolk rock
Ameriška in britanska folk scena je močno povezana. V obeh državah so bili ljubitelji te glasbe, ki so jim ugajali akustični instrumenti, tradicionalne pesmi in bluzovska glasba z družbenim sporočilo. Pionir te zvrsti je Woody Guthrie. V tem gibanju se je s hiti, kot sta »Blowin' in the Wind« in »Masters of War« najbolj uveljavil Bob Dylan in tako prinesel protestne pesmi k širšemu občinstvu.
The Byrds so s hiti, kot je npr. »Mr. Tambourine Man« omogočili trend folk rocka in stimulirali razvoj psihedelije. Neil Young je z izvirnimi besedili in žalostnim zvokom električne kitare ustvaril svojo variacijo folk rocka. Pomembni glasbeniki so še Simon & Garfunkel, The Mamas & the Papas, Joni Mitchell in The Band.
V Britaniji je skupina Fairport Convention začela vpeljevati elemente rocka v tradicionalne britanske pesmi, nasledile so jih skupine Steeleye Span, Lindisfarne, Pentangle in Trees. V Bretanji jih je posnemal Alan Stivell.

### Psihedelični rock
Ta glasba je nastajala pod močnim vplivom halucinogenih drog, kot sta marihuana in LSD. Značilno je, da govori o nadzemeljskih doživetjih, pogosto je depresivna, predvsem pa ni glasba za preprosto zabavo, kot je bilo to značilno za rock 'n' roll. Najvidnejši predstavniki so: 13th Floor Elevators, Pink Floyd, The Beatles, Hawkwind ...

### Progresivni rock
Glasba je v tistem času nastajala večinoma po vzorcu kitara-bas kitara-bobni; nekatere skupine so že uporabljale saksofone in klaviature, zdaj pa so skupine kot so Pink Floyd in The Moody Blues začele eksperimentirati z novimi instrumenti, vključno s pihali, strunskimi glasbili in celimi orkestri. Veliko skupin je začelo ustvarjati daljše skladbe, iz trominutnih napevov so se razvile od sedem- do štiridesetminutne »simfonije«, iz preprostih tonov so nastale prefinjeni akordi, ki so bili prej omejeni na jazz in orkestralno pop glasbo.
Nihanje med klasično glasbo, jazzom, elektroniko in eksperimentiranjem je rezultiralo v novo zvrst, imenovano progresivni rock (oz. v Nemčiji krautrock). Prog rock je lahko živahen in preprost, atonalen in disonanten, zelo zahteven ali minimalističen, včasih vse to v eni sami pesmi. Včasih ga je celo težko šteti med rock. Najvplivnejši začetniki: King Crimson, Caravan, Jethro Tull, Genesis, Gentle Giant, The Nice, Yes, Gong, Emerson, Lake & Palmer, Soft Machine, Camel, Can, Rush, Dream Theater.

### Rojstvo heavy metala
Drugi val britanskih bendov in glasbenikov je v tem času užival veliko popularnost. Te skupine so bile veliko bolj usmerjene k ameriškemu bluzu, kot njihovi popovsko usmerjeni predhodniki, toda njihovi nastopi so bili zelo glasni in veličastni. Začetniki te zvrsti so s kitarskimi soloti postali Cream in Led Zeppelin, kot tudi trši rockerji, kot so Deep Purple in Black Sabbath. Prvi heavy metal riff pa izhaja iz skladbe You Really Got Me (Kinks). Večina današnjih metalskih skupin jih priznava za svoje vzornike. Izraz »heavy metal« (težka kovina: angleščina, dob. 'angleško') naj bi v časopisu prvič uporabil Lester Bangs, uporabljena pa je bila tudi v refrenu pesmi »Born To Be Wild«, skupine Steppenwolf (refren »heavy metal thunder«).

## Sedemdeseta

### Stadionski rock
The Beatles, Rolling Stones in The Who so že v šestdesetih nastopali na stadionih in podobnih velikih prizoriščih ogromnim množicam. Naraščajoča priljubljenost metala in progresivnega rocka je vodila do veličastnih šovov in zelo obiskanih koncertov. Prodajale so se popularne skupine, kot so: Journey, Boston, Styx in Foreigner. Stadionski rock je predhodnik power popa, ki se je razvil v naslednjih desetletjih.

### Klasični rock in soft rock
Obodbje t. i. soft rocka (angleško mehki rock) je bilo kratko, vendar je iz tistega časa znano veliko popularnih skupin The Partridge Family, The Cowsills in pevk in pevcev, kot sta Neil Diamond in Barbra Streisand. Zanje niso značilne pogoste kitare, pač pa popu sorodne orkestracije.
Medtem so bile še danes popularne skupine, kot so Queen, Led Zeppelin, Black Sabbath, AC/DC, Aerosmith, ZZ Top, Van Halen in Rolling Stones, predvajane le na redkih specializiranih radiih in so bile pionirke trdega rocka.

### Rock preseže meje ZDA in Evrope
V zgodnjih 1970-tih mehiški pevec Rigo Tovar eksperimentira s povezovanjem elementov rocka in bluza ter ju meša z latinskoameriško glasbo. Bil je pravzaprav eden prvih mehiških glasbenikov, ki so veljali za prave rockerje (spoznati jih je bilo mogoče po dolgih laseh, sončnih očalih, značilnih oblekah in tatujih). Začel je uporabljati tudi električno kitaro, sintetizator in elektronske efekte, ki so bili prej v mehiški glasbi le redko uporabljeni. Na koncertih je igral priredbe pesmi Raya Charlesa in Beatlov.

## Osemdeseta
Ob koncu sedemdesetih je v glasbo prišla revolucija v obliki videa. Glasbeni videospoti so postali modna norost. Bili so kot majhni filmi, ki so vsebovali igranje, ples, presenetljiv izgled in včasih teme iz koncertov v živo oz. »live« koncertov. Postali so priložnost umetnikov, da prikažejo svojo glasbo in mnoge pesmi so postale popularne bolj zaradi vizualnih elementov kot zaradi glasbe. Videospoti povzročijo rojstvo glasbene televizijske mreže – MTV v letu 1981, ki prikazuje glasbene spote 24 ur na dan, 7 dni na teden. Videospoti so bili prikazani tudi na komercialnih televizijah in v mnogih plesnih klubih.
Razvilo se je več novih »konkurenčnih« tipov glasbe, med katerimi je najpomembnejši rap. Večina glasbe iz šestdesetih je vsebovala folk rock in je navdihnila večino uspešnih glasbenikov v osemdesetih. Marsikateri glasbenik, ki je začel kariero v šestdesetih je znova dosegel veliko popularnost, tokrat ne samo pri starem občinstvu, ampak tudi pri novem. Kitare in bobne so začeli nadomeščati računalniki in sintetizatorji. Ti novi inštrumenti so vplivali tudi na tradicionalni rock. Na koncertih so glasbeniki mešali živo glasbo s programiranim računalniškim ozadjem.
Rock je s svojim idealizmom in internacionalizmom služil številnim dobrodelnim akcijam (npr. Live Aid).

## Današnji rock
Kot že rečeno sta se v osemdesetih v glasbo začela mešati elektronika in video. Toda v devetdesetih so se nekateri glasbeniki vračali k svojim koreninam.
Najnovejši rockovski slog devetdesetih, ki je pridobil na popularnosti, je bil grunge ali alternativni rock. Prvo večjo popularnost je doživel pri skupini R.E.M. v poznih osemdesetih. Nastal je s kombiniranjem težkometalskih kitar s folkom in punkom. Osredotočil pa se je na popolnoma čustvene in po navadi depresivne teme. Razvpito podobo je pridobil s skupinama Nirvana in Pearl Jam.
Poleg grungea pa se je pojavil še bolj plesni stil – tehno, sestavljen iz disco ritmov in digitalnih vzorcev. Soroden mu je smooth jazz, ki kombinira rock, soul, R 'n' B in jazz.
Danes je v velikem razmahu tudi emo glasba, ki je nekakšna kombinacija hardcore punka, punk rocka, pop punka in alternativnega rocka.